# Psectrocladius pancratovae
Psectrocladius pancratovae är en tvåvingeart som beskrevs av Akhrorov 1977. Psectrocladius pancratovae ingår i släktet Psectrocladius och familjen fjädermyggor. Inga underarter finns listade i Catalogue of Life.